# ساحل عاج در المپیک تابستانی ۲۰۲۴
کاروان المپیکی ساحل عاج که به عنوان Côte d'Ivoire (کوت دی ایوری) نیز شناخته می‌شود، یکی از کاروان‌های شرکت‌کننده در بازی‌های المپیک تابستانی ۲۰۲۴ بود. این مسابقات از ۲۶ ژوئیه تا ۱۱ اوت ۲۰۲۴ (۵ تا ۲۱ مرداد ۱۴۰۳ خورشیدی) به میزبانی پاریس برگزار شد. این حضور، پانزدهمین حضور آنها در بازی‌های المپیک تابستانی بود.
این کاروان المپیک با کسب یک مدال برنز به کار خود پایان داد و در جدول مدال‌های المپیک تابستانی ۲۰۲۴ به رتبه هشتاد و چهارم دست یافت.

## مدال‌آوران
| مدال | نام          | ورزش    | رویداد            | تاریخ  |
| ---- | ------------ | ------- | ----------------- | ------ |
| برنز | چک صلاح سیسه | تکواندو | ۸۰+ کیلوگرم مردان | ۱۰ اوت |

| مدال بر اساس ورزش | مدال بر اساس ورزش | مدال بر اساس ورزش | مدال بر اساس ورزش | مدال بر اساس ورزش |
| ----------------- | ----------------- | ----------------- | ----------------- | ----------------- |
| ورزش              | 1                 | 2                 | 3                 | مجموع             |
| تکواندو           | ۰                 | ۰                 | ۱                 | ۱                 |
| مجموع             | ۰                 | ۰                 | ۱                 | ۱                 |

| مدال‌ها بر اساس جنسیت | مدال‌ها بر اساس جنسیت | مدال‌ها بر اساس جنسیت | مدال‌ها بر اساس جنسیت | مدال‌ها بر اساس جنسیت |
| -------------------- | -------------------- | -------------------- | -------------------- | -------------------- |
| جنسیت                | 1                    | 2                    | 3                    | کل                   |
| زنان                 | ۰                    | ۰                    | ۰                    | ۰                    |
| مردان                | ۰                    | ۰                    | ۱                    | ۱                    |
| مختلط                | ۰                    | ۰                    | ۰                    | ۰                    |
| کل                   | ۰                    | ۰                    | ۱                    | ۱                    |

| مدال‌ها بر اساس تاریخ | مدال‌ها بر اساس تاریخ | مدال‌ها بر اساس تاریخ | مدال‌ها بر اساس تاریخ | مدال‌ها بر اساس تاریخ | مدال‌ها بر اساس تاریخ |
| -------------------- | -------------------- | -------------------- | -------------------- | -------------------- | -------------------- |
| تاریخ                | 1                    | 2                    | 3                    | مجموع                |                      |
| ۱۰ اوت               | ۰                    | ۰                    | ۱                    | ۱                    |                      |
| مجموع                | ۰                    | ۰                    | ۱                    |                      |                      |

## شرکت‌کنندگان
فهرست زیر به ورزش‌هایی اشاره دارد که ورزشکاران ساحل عاجی در آنها شرکت کردند. در فهرست زیر، به تفکیک جنسیت و ورزش حضور آنها مشخص شده است.
| ورزش        | مردان | زنان | کل |
| ----------- | ----- | ---- | -- |
| دو و میدانی | ۲     | ۳    | ۵  |
| شمشیربازی   | ۱     | ۱    | ۲  |
| جودو        | ۰     | ۱    | ۱  |
| تکواندو     | ۱     | ۲    | ۳  |
| کل          | ۴     | ۷    | ۱۱ |